# Tondo (Manila)
14° 37′ 01″ N, 120° 58′ 01″ L
Tondo é um distrito de Manila, a capital das Filipinas. No passado, foi o capital do Reino de Tondo, um poderoso estado islâmico de origem hindu. 
Uma das áreas mais densamente povoadas do mundo, Tondo localiza-se na parte noroeste da cidade e é essencialmente um bairro residencial-industrial. Tondo é conhecido por ser uma das áreas mais pobres e subdesenvolvidas do país. Muitas das favelas da cidade nesta área. Também é o local onde nasceram o ex-presidente Joseph Estrada, a cantora e atriz Regine Velasquez, o empresário e político Manuel Villar, o prefeito de Manila Antonio Villegas, Andres Bonifacio, o grande líder dos Katipuneros, e Kyla, a "princesa filipina do R&B.

## História
A antiga região de Tondo possui mais onze séculos. Historicamente, Tondo já existia no ano 900 de acordo com a Laguna Copperplate Inscription (LCI), um documento legal escrito em kawi e que agora faz parte do acervo do Museu Nacional das Filipinas. De acordo com esse documento, Tondo era dominada por uma pessoa chamada Jayadeva, a qual detinha o título sânscrito de Senapati ou "Almirante".
Tondo foi dominada por uma linhagem de muçulmanos malaios até a Conquista Espanhola.
Após a Conquista Espanhola da cidade em 1571, Tondo foi inicialmente incluída na criação da Província de Pampanga, a primeira província colonial estabelecida no antigo Sulatanato. No censo realizado por Miguel de Loarca em 1583, Tondo era notificada como falando a mesma língua dos nativos da província de Pampanga. O comissário do Instituo da Língua Nacional Jose Villa Panganiban uma vez escreveu que a linha divisória entre o povo kapampangan e o tagalog era o rio Pasig, e que, portanto, Tondo originalmente falava a língua kapampangan. Tondo acabou se tornando uma província separada na metade final da era colonial espanhola.

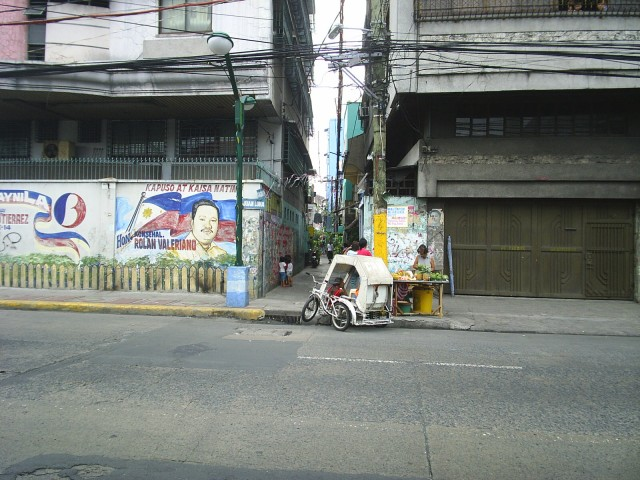
Vendedor de frutas na rua Juan Luna.

Tondo foi uma das primeiras províncias a se rebelarem contra a Espanha no ano de 1896. Em 1911, sob a tutela norte-americana houve uma grande reorganização das divisões políticas. A província de Tondo foi dissolvida e suas cidades passaram a fazer parte das províncias de Rizal e Bulacan. Hoje em dia, Tondo é apenas um distrito da cidade de Manila.

## O Festival de Sto. Niño

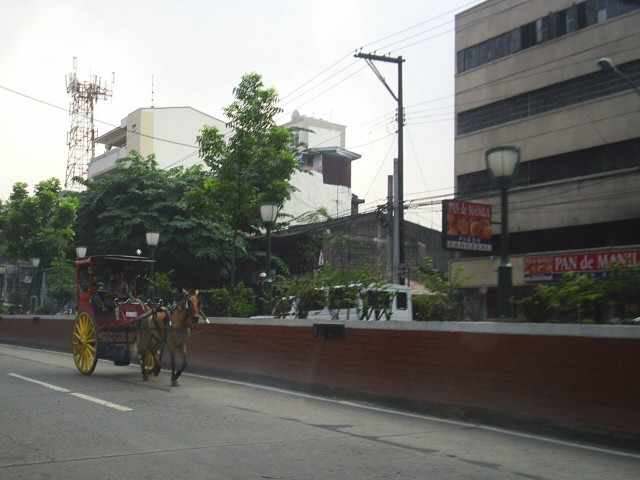
Calesa, uma carruagem típica.

Em 19 de janeiro de 2008, os festivais de Sto. Niño começaram em várias partes de Metro Manila, particularmente (com um desfile fluvial) em Tondo. O pároco Frei Enrique Santos, da paróquia de Sto. Niño, disse que a celebração começaria "com uma tradicional procissão de devotos dançando nas ruas e carregando imagens do menino Jesus; um pagode carregando uma velha imagem de Sto. Niño da Espanha conduzirá o desfile com 20 barcos menores acompanhando-o. A paróquia de Tondo abriga a imagem de Sto. Niño feita de marfim que foi trazida ao país por sacerdotes agostinianos de Acapulco, México no final da década de 1570."
Em 20 de janeiro de 2008 a celebração das festividades de Sto. Niño, três pessoas foram mortas e cinco ficaram feridas um policial que levou um disparo.

## Hospitais
- Hospital Geral de Tondo
- Hospital Mary Johnston Hospital
- Hospital Gat. Andres Bonifacio

## Lugares de interesse

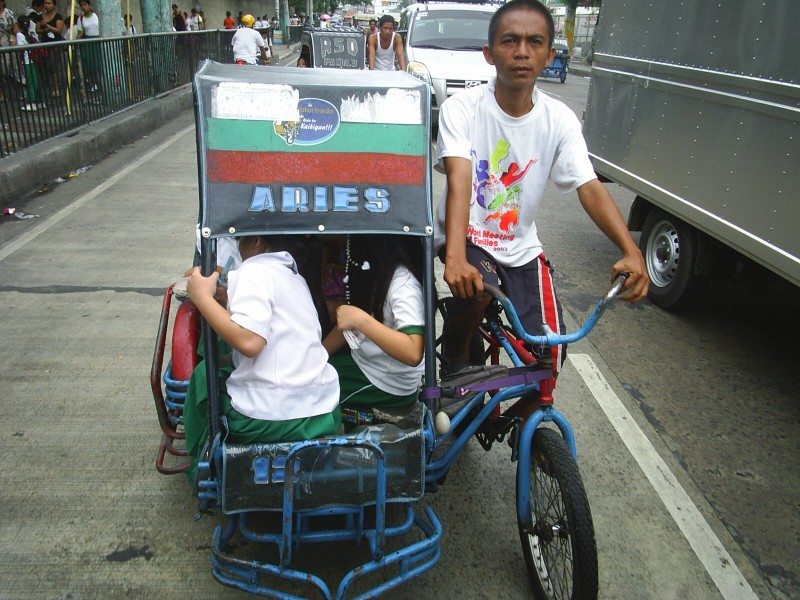
Uma tipo comum de táxi.

- Praça Andres Bonifacio
- Praça Moriones
- Praça A. Hernandez
- Praça Morga

## Cultura Popular
Tondo é o pano de fundo para o filme independente, Tribu, que mostra a vida das ruas e das gangues do ponto de vista de garotos pobres.

## Literatura sobre o tema
- Gaspar de San Agustin, Conquistas de las Islas Philipinas 1565-1615, Translated by Luis Antonio Mañeru, 1st bilingual ed [Spanish and English], published by Pedro Galende, OSA: Intramuros, Manila, 1998
- Henson, Mariano A. 1965. The Province of Pampanga and Its Towns: A.D. 1300-1965. 4th ed. revised. Angeles City: By the author.
- Loarca, Miguel de. 1582. Relacion de las Yslas Filipinas.  Blair and Robertson vol. 5 page 87:
- Panganiban, J.V.  1972. Diksyunaryo-Tesauro Pilipino-Ingles. Quezon City: Manlapaz Publishing Co.
- Mallat, Jean, Les Philippines: Histoire, Geographie, Moeurs, Agriculture, Idustrie, Commerce des colonies Espagnoles dans l’Océanie, Paris: Arthus Bertrand, Libraire de la Société de Géographie, 1846
- Santiago, Luciano P.R., The Houses of Lakandula, Matanda, and Soliman [1571-1898]: Genealogy and Group Identity, Philippine Quarterly of Culture and Society 18 [1990]
- Scott, William Henry, Barangay: Sixteenth-Century Philippine Culture and Society, Quezon City: Ateneo de Manila University Press, 1994
- Scott, William Henry, Prehispanic Source Materials for the Study of Philippine History, Quezon City: New Day Publishers, 1984